# Polski Związek Kickboxingu
Polski Związek Kickboxingu (oficjalny skrót PZKB) – ogólnokrajowe stowarzyszenie kickbokserskie, działające na terytorium Rzeczypospolitej Polskiej, będące reprezentantem polskiego kickboxingu za granicą. PZKB jest zrzeszone w Światowym Stowarzyszeniu Organizacji Kickboxingu WAKO.
PZKB licencjonuje sędziów do zawodów kickbokserskich według klas sędziowskich, są to klasy A, B, C, D i klasa Zawodowa.

## Władze Polskiego Związku Kickboxingu
- Piotr Siegoczyński - Prezes Zarządu
- Agnieszka Turchan - Wiceprezes Zarządu
- Andrzej Palacz - Wiceprezes Zarządu
- Jerzy Bassa - Wiceprezes Zarządu

## Reprezentacja Polski w Kickboxingu (K-1 Rules)
| Zawodnik            | Kat. wagowa | Klub                            |
| ------------------- | ----------- | ------------------------------- |
| Krystian Rozkosz    | -54 kg      | Paco Team Mysłowice             |
| Piotr Woźniak       | -57 kg      | KS Sporty Walki Piła            |
| Kacper Dąbrowski    | -57 kg      | Iron Gym Wrocław                |
| Michał Gołębiowski  | -60 kg      | Maku Gym Nowe Miasteczko        |
| Jan Wojciechowski   | -60 kg      | Fight Gym Lublin                |
| Patryk Herdzina     | -63.5 kg    | Fight Club Knurów               |
| Wojciech Urbanowicz | -63.5 kg    | Czerwony SMOK Poznań            |
| Adam Chełmiński     | -63.5 kg    | Boom Boxing Kraków              |
| Rafał Cyrankowski   | -63.5 kg    | Polkon Fight Legnica            |
| Mateusz Białecki    | -67 kg      | SMOK Toruń                      |
| Marcin Kasprzak     | -67 kg      | Kickboxer Wrocław               |
| Jakub Tymiński      | -71 kg      | Hunter Gym Bydgoszcz            |
| Mateusz Foltyn      | -71 kg      | Pretorium Poznań                |
| Dominik Cinal       | -75 kg      | Paco Team Mysłowice             |
| Dawid Siek          | -75 kg      | KS Sporty Walki Piła            |
| Filip Chomicz       | -75 kg      | Legia Fight Club Warszawa       |
| Daniel Strzemiński  | -75 kg      | Legia Fight Club Warszawa       |
| Bartosz Dołbień     | -81 kg      | Sparta Gym Warszawa             |
| Patryk Mielniczuk   | -81 kg      | Uniq Fight Club Warszawa        |
| Krzysztof Kamiński  | -81 kg      | Skierniewicki Klub Karate       |
| Dawid Uzaryczyk     | -86 kg      | Gladiators Kickboxing Bełchatów |
| Kacper Bieliński    | -86 kg      | Maku Gym Nowe Miasteczko        |
| Mateusz Zasada      | -91 kg      | Gym Fight Wrocław               |
| Dominik Wawrzaszek  | -91 kg      | Fighter Wrocław                 |
| Robert Dochód       | +91 kg      | Kickboxing Team Sejny           |
| Mateusz Dzik        | +91 kg      | Viktoria Szydłowiec             |

| Zawodniczka             | Kat. wagowa | Klub                          |
| ----------------------- | ----------- | ----------------------------- |
| Kamila Gołębiewska      | -48 kg      | Fight Club Radzymin           |
| Martyna Czuchraj        | -48 kg      | Korio Gym Ruszów              |
| Dominika Chylińska      | -52 kg      | Oświęcimski Klub Karate       |
| Oliwia Kramarz          | -52 kg      | Polkon Fight Legnica          |
| Anna kozera             | -52 kg      | Nowotarski Klub Sportow Walki |
| Weronika Grochowska     | -52 kg      | Ninja Academy Warszawa        |
| Justyna Krosta          | -56 kg      | Niepołomicki Klub Karate      |
| Natalia Dulian          | -56 kg      | X Fight Piaseczno             |
| Natalia Stelmowska      | -60 kg      | RING Kraków                   |
| Marta Chojnoska         | -60 kg      | Paco Team Mysłowice           |
| Patrycja Płonka         | -60 kg      | Korio Gym Ruszów              |
| Wiktoria Całka          | -60 kg      | KO Team Otwock                |
| Aleksandra Niewiadomska | -65 kg      | Legia Fight Club Warszawa     |
| Daria Woźniak           | -65 kg      | Polkon Fight Legnica          |
| Marta Janikowska        | -70 kg      | Pretorium Poznań              |
| Julia Borowska          | -70 kg      | Polkon Fight Legnica          |
| Oliwia Gajewczyk        | +70 kg      | Thor Szkoła Walki Ełk         |

| Trenerzy Kadry   |
| ---------------- |
| Łukasz Rambalski |
| Witold Kostka    |